# حاوية نووية

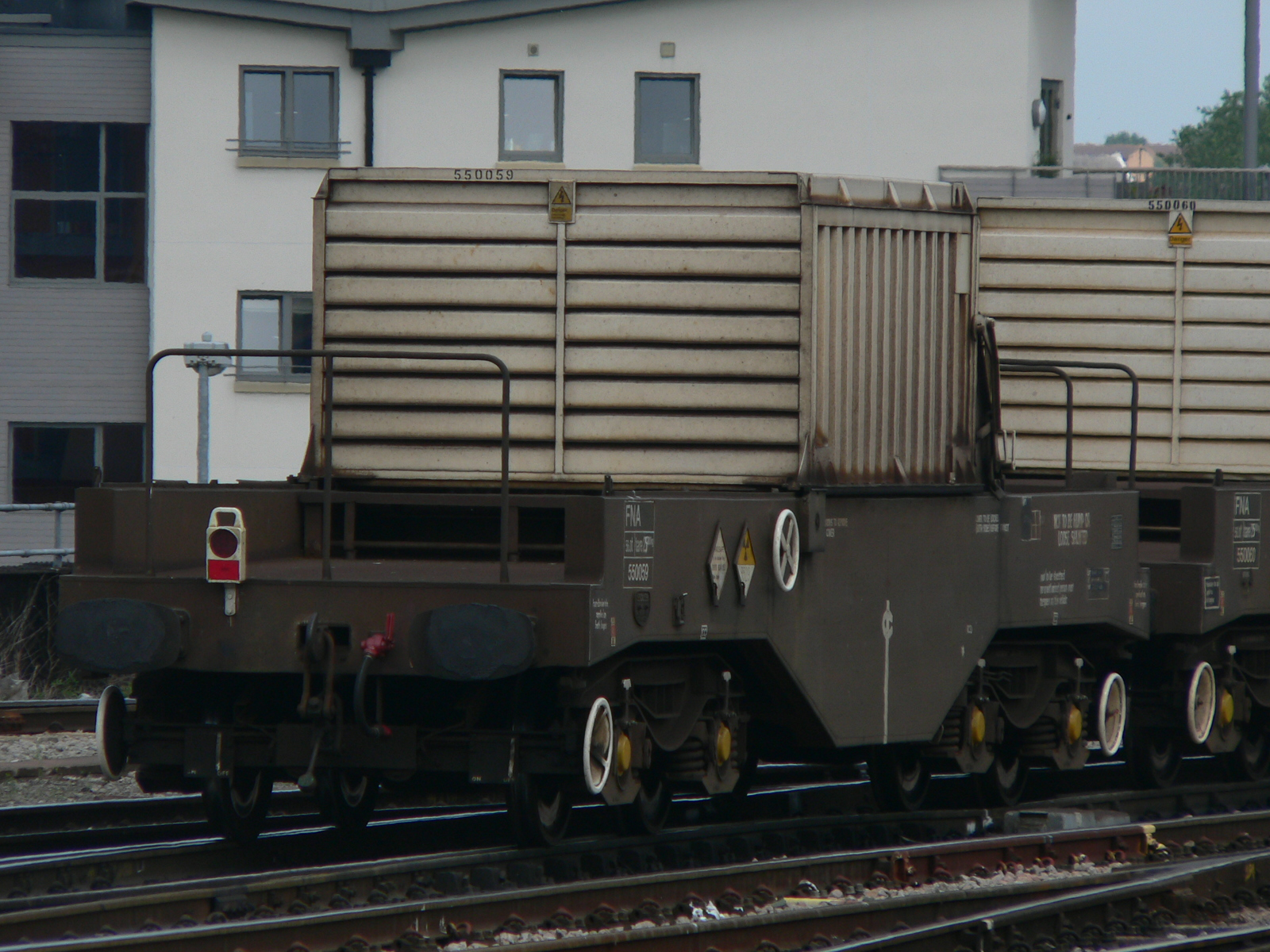
عربة مع كابينة نقل تحتوي على حاوية نفايات نووية في بريستول

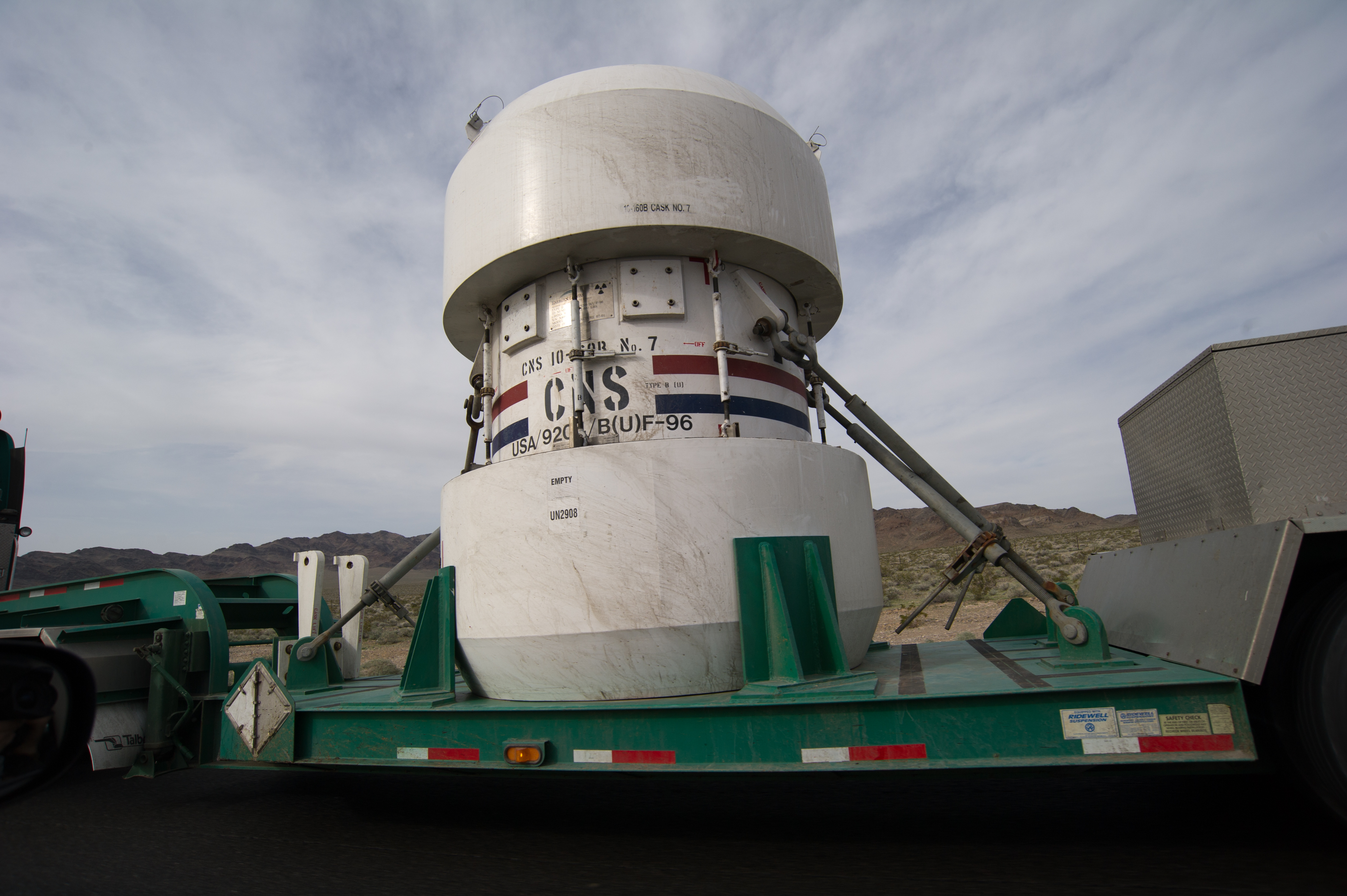
حاوية نفايات نووية يتم نقلها على الطرق العامة

حاوية نووية هي عبارة عن حاوية شحن تستخدم لنقل المواد النووية النشطة بين محطة الطاقة النووية ومرافق إعادة معالجة الوقود المستهلك.

## التصميم
تم تصميم كل حاوية شحن للحفاظ على سلامتها في ظروف النقل العادية وخلال ظروف الحوادث الافتراضية.
يجب عليهم حماية محتوياتها من التلف الناتج عن العالم الخارجي مثل الصدمة أو الحريق. يجب أن تحتوي أيضا على محتوياتها من التسرب سواء بالنسبة للتسرب المادي أو للوقاية من الإشعاعات.